# Chaos World
Chaos World is een videospel voor het platform Nintendo Entertainment System. Het spel werd ontwikkeld en uitgebracht door Natsume. Het verhaal van het spel begint met een zieke koning en een door een monster geplaagd koninkrijk. De koning vraagt de speler om op onderzoek uit te gaan. Tijdens dit onderzoek ontdekt de speler een veel groter plot. In het spel kan de speler zelf zijn personage ontwerpen door middel van het kiezen van verschillende klassen, geslacht en statistieken. In totaal kunnen veertien personages in het spel meedoen. Het spel wordt getoond met bovenaanzicht en kent een dag- en nachtritme.